# Enter

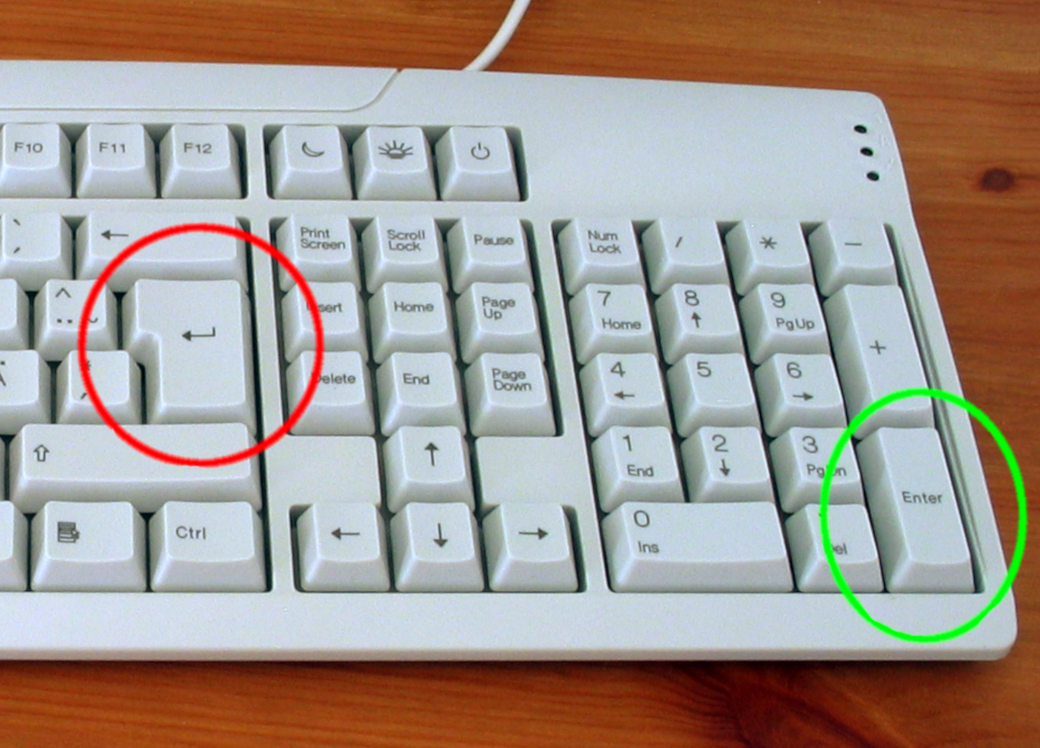
Rozmieszczenie przycisków na klawiaturze. Kolorem czerwonym oznaczony został „zwykły” a zielonym „szary”.

Enter – przycisk na klawiaturze, w większości programów służący do wyboru domyślnej dla danego okna lub innej wybranej przez użytkownika akcji bądź zakończenia akapitu w edytorach tekstu. W niektórych klawiaturach oznaczony jest jako Return, co nawiązuje do funkcji tego klawisza w maszynach do pisania – czyli przejścia do nowej linii i powrotu karetki. Stąd też ikoną umieszczaną na klawiszu ↵ Enter jest zazwyczaj strzałka w dół i w lewo „↵”. Na większości klawiatur znajdują się dwa Entery: jeden w bloku alfanumerycznym, używany najczęściej, a drugi (tzw. szary) w bloku numerycznym. Oba klawisze są rozróżnialne dla systemu operacyjnego, więc ich działanie może być różne (domyślnie jest takie samo).

## Rodzaje Entera
W popularnych edytorach tekstu wyróżnia się szereg rodzajów Entera, zależnie od funkcji: 
Enter zwykły kończy akapit i przerzuca kursor do nowej linii. Stosowany do podziału tekstu na akapity. Podział wiersza w składni typu wiki wymaga użycia dwóch znaków enter, gdyż pojedynczy jest widoczny tylko w edytorze. 
Enter miękki kończy wiersz i przerzuca kursor do nowej linii, lecz nie otwiera nowego akapitu. Stosowany do łamania tytułów, a także do usuwania zawieszek (choć tu lepszym rozwiązaniem jest twarda spacja). Kombinacja: ⇧ Shift+↵ Enter.
Enter stronicujący kończy akapit i przerzuca kursor na nową stronę. Stosowany do ręcznego podziału tekstu na strony czyli wstawiania podziału strony. Kombinacja: Ctrl+↵ Enter.